# Rawadinowo
Rawadinowo (bułg. Равадиново) – wieś w Bułgarii, w obwodzie Burgas, w gminie Sozopol. W 2023 roku liczyła 932 mieszkańców.